# بری یر ده کتر وان
بری یر ده کتر وان (به فرانسوی: Barrière des Quatres Vents) یک منطقهٔ مسکونی در فرانسه است که در سن بارتلمی واقع شده‌است.